# جون ويزلي روس
جون ويزلي روس (بالإنجليزية: John Wesley Ross)‏ هو محامي وسياسي أمريكي، ولد في 23 يونيو 1841 في ليستاون في الولايات المتحدة، وتوفي في 29 يوليو 1902 في واشنطن العاصمة في الولايات المتحدة. حزبياً، نشط في الحزب الديمقراطي. وقد انتخب عمدة واشنطن العاصمة.